# Нікітіна Катерина Анатоліївна
Катерина Анатоліївна Нікітіна (нар. 18 липня 1977, Москва, Російська РФСР, СРСР) — російська акторка театру і кіно, зіграла роль Вероніки Градової в «Московській сазі».

## Життєпис
Народилася 18 липня 1977 року в місті Москві в кінематографічній родині.
Батько Анатолій Степанович Нікітін — режисер, мати Тетяна Йосипівна Нікітіна (до шлюбу Одемлюк; 17 травня 1954) — акторка.
Після закінчення школи поступила до Всеросійського державного інституту кінематографії (ВДІКу). На 3-му курсі ВДІКу почала зніматися в кінопроєкті «Таємниці палацових переворотів», де зіграла роль молодої імператриці Єлизавети Петрівни.
У 1997 році закінчила акторський курс ВДІКу в майстерні Анатолія Ромашина.
Потім пішла навчатися до Московського державного інституту міжнародних відносин, одружилася і народила дитину. У 2004 році зіграла роль Вероніки Градової в «Московській сазі».
|  | «У цій історії є якась містика... коли я була ще маленькою дівчинкою, я відпочивала в Ялті, і до мене поїздом їхали в гості батьки. В одному з сусідніх купе знаходився Василь Павлович Аксьонов. Вони познайомилися, всю ніч проговорили. Роман «Московська сага» тоді ще не побачив у світ, тільки писався. Ніхто, звичайно, не підозрював, що батьки їдуть до дівчинки, яка буде в далекому майбутньому грати героїню Аксьоновського роману Вероніку». |

Брала участь у міжнародному театральному проекті «Москва — Берлін».
9 жовтня 2004 року гість програми хіт-парад Золотий грамофон з Андрієм Малаховим.

## Особисте життя
Від шлюбу у 1999 році народила сина Микиту. У 2000 році розлучилася з чоловіком і переїхала до квартири батьків, де живе з сином та матір'ю.
|  | «Я дуже люблю читати, а часу на читання зовсім не залишається. До того ж я абсолютно не зациклена на своїй зовнішності і вважаю, що потрібно любити себе такою, яка ти є, і тоді все буде гаразд і зі здоров'ям і в справах. Духовність все ж таки важливіше зовнішньої краси. Я знаю не одну, а чимало жінок, які не відвідують салони краси, одягаються просто, але надзвичайно привабливі. Просто потрібно бути впевненою в собі. Я, наприклад, вважаю себе сильною», - розповіла актриса. |

## Творчість
У 11 років зіграла першу роль в кіно — знялася в епізоді фільму «Після війни світ», який знімав її батько.

### Фільмографія
- 1996 — Звичайна повість —
- 2000 — Марш Турецького — Наташа (фільм 11 — Є людські жертви)
- 2000-2003 — Таємниці палацових переворотів. Фільми 1-6 — Єлизавета Петрівна
- 2003 — Навіщо тобі алібі? — Лена
- 2003 — Тимур і його командос — командос
- 2004 — Жінки в грі без правил — Олена Корольова
- 2004 — Московська сага — Вероніка Градова, дружина Микити
- 2005 — Зірка епохи — Сіма
- 2005 — Сага древніх булгар. Сказання Святої Ольги —
- 2006 — Міський романс — Женя Барміна
- 2006 — Андерсен. Життя без любові — епізод
- 2006 — Запасний інстинкт — Зоя, кохана Федора
- 2007 — Розплата за гріхи — Женя Барміна
- 2007 — Всі повинні померти — повія Тіна
- 2008 — Велика гра —
- 2008 — Печатка самотності («Скелет у шафі») — Саша
- 2008 — Зачароване кохання — Ельза
- 2008 — Рівняння з усіма невідомими — Ірина
- 2009 — Ділки — Оксана Деменко
- 2009 — Розлучниця — Вікторія
- 2009 — Десантура. Ніхто, крім нас — Тетяна, лікар
- 2009 — Маргоша — Катерина Калугіна, мама Аліси
- 2010 — «Алібі» на двох (фільм 2-й «Повернення») — Тамара Ігорівна Коробцова
- 2010 — Білий налив — Алла, подруга Саші
- 2010 — 9-й відділ — майор Соколовська
- 2012 — Я буду поруч —
- 2012 — Одного разу в Ростові — Наташа, дружина Колеснікова
- 2012 — Бідні родичі — Ганна (роль другого плану)
- 2014 — Обіймаючи небо — Наташа (доросла)
- 2015 — Закон кам'яних джунглів — мачуха Іри
- 2017— Куба — Оксана Садурова, капітан поліції
- 2019 — Куба. Особиста справа — Оксана Садурова, майор поліції

### Ролі в театрі
- Вендета-Бабетта, або Любовний капкан (Театральне агентство «Лекур»)